# Zalog pri Škocjanu
Zalog pri Škocjanu je naselje v Občini Škocjan.